# ジャンデル・ヒベイロ・サンターナ
ジャンデル（Jander）ことジャンデル・ヒベイロ・サンターナ（ポルトガル語: Jander Ribeiro Santana、1988年7月8日 - ）は、ブラジルのサッカー選手。ポジションはDF。

## クラブ歴
ウニオン・サンジョアンECの下部組織からマリーリアACに移籍し選手となった。2010年にECジュベントゥージに移籍。
2011年にSCオリャネンセに移籍。2014年にジル・ヴィセンテFCに移籍すると、1シーズンごとにCDアヴェス、モレイレンセFCと渡り歩いた。モレイレンセではタッサ・ダ・リーガのタイトルを獲得した。
2017年にアポロン・リマソール、翌年にパフォスFCと移籍し、キプロスのクラブに所属した。
2019年にレッドスター・ベオグラードに移籍。